# Кременецкий, Анатолий Михайлович
Анатолий Михайлович Кременецкий (14 января 1939, Москва — 3 ноября 2023, Москва) — советский и российский шахматист, международный мастер (1987). Инженер-электрик.

## Биография
Мастер спорта СССР (1970). Победитель Кубка Москвы (1973, с укороченным контролем времени). Чемпион Москвы (1980). В открытом чемпионате Москвы (1982) — 9—10-е место.
Лучшие результаты в международных турнирах (список по данным на 1987 год): Сату-Маре (1983) — 1-е; Манагуа (1985) — 3—5-е; Русе (1987) — 1-е места. Участник XXV-го чемпионата СССР (1967).
В составе сборной России чемпион Европы среди сеньоров (2009). Бронзовый призёр чемпионата России по быстрым шахматам и по блицу среди ветеранов в составе команды «ШСМ Legacy Square — Просвещение» (2017).
Член комиссии ветеранов Федерации шахмат России.
Один из разработчиков шахматной программы «Пионер».
Свой последний турнир, рейтингованный ФИДЕ, сыграл в марте 2023 года.
Скончался 3 ноября 2023 года на 85-м году жизни.

## Изменения рейтинга
| Графики недоступны из-за технических проблем. См. информацию на Фабрикаторе и на mediawiki.org. |